# Erzbistum Córdoba
Das Erzbistum Córdoba (lat.: Archidioecesis Cordubensis in Argentina, span.: Arquidiócesis de Córdoba) ist ein römisch-katholisches Bistum mit Sitz in Córdoba in Argentinien.

## Geschichte
Unter Papst Pius V. wurde am 10. Mai 1570 aus dem Bistum Santiago de Chile heraus das Bistum Córdoba (Tucumán) gegründet. Erster Bischof war der spanische Franziskaner Jerónimo Albornoz (1530–1574). 1806 wurde das Bistum Salta, seit 1934 Erzbistum, ausgegliedert; 1926 das Vikariat San Juan de Cuyo, seit 1834 Bistum/seit 1934 Erzbistum. Am 20. April 1934 erfolgte durch Papst Pius XI. die Erhebung zum Erzbistum, erster Erzbischof war Fermín Emilio Lafitte (1888–1959). Zugehörig sind die Suffragane Bistum Cruz del Eje (1963), Bistum San Francisco (1961), Bistum Villa de la Concepción del Río Cuarto (1934), Bistum Villa María (1957) und die Territorialprälatur Deán Funes (1980).

## Weblinks

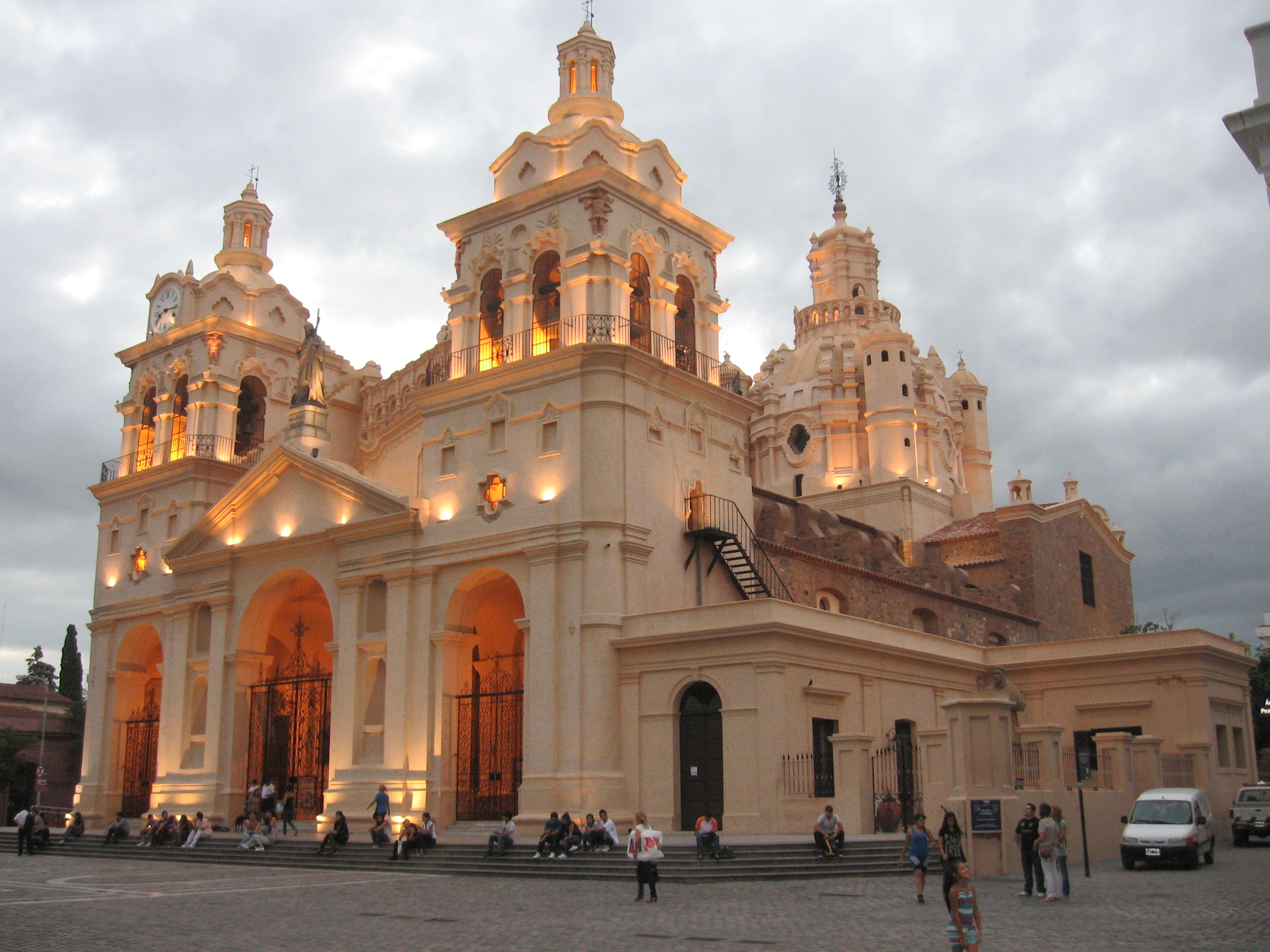
Kathedrale in Córdoba